# Kościernica (Białogard)
Pour l’article homonyme, voir Kościernica (Koszalin).
Kościernica est une localité polonaise de la gmina rurale et du powiat de Białogard en voïvodie de Poméranie-Occidentale. Elle se trouve à environ à 110 km au nord-est de Szczecin, la capitale régionale. 

## Géographie

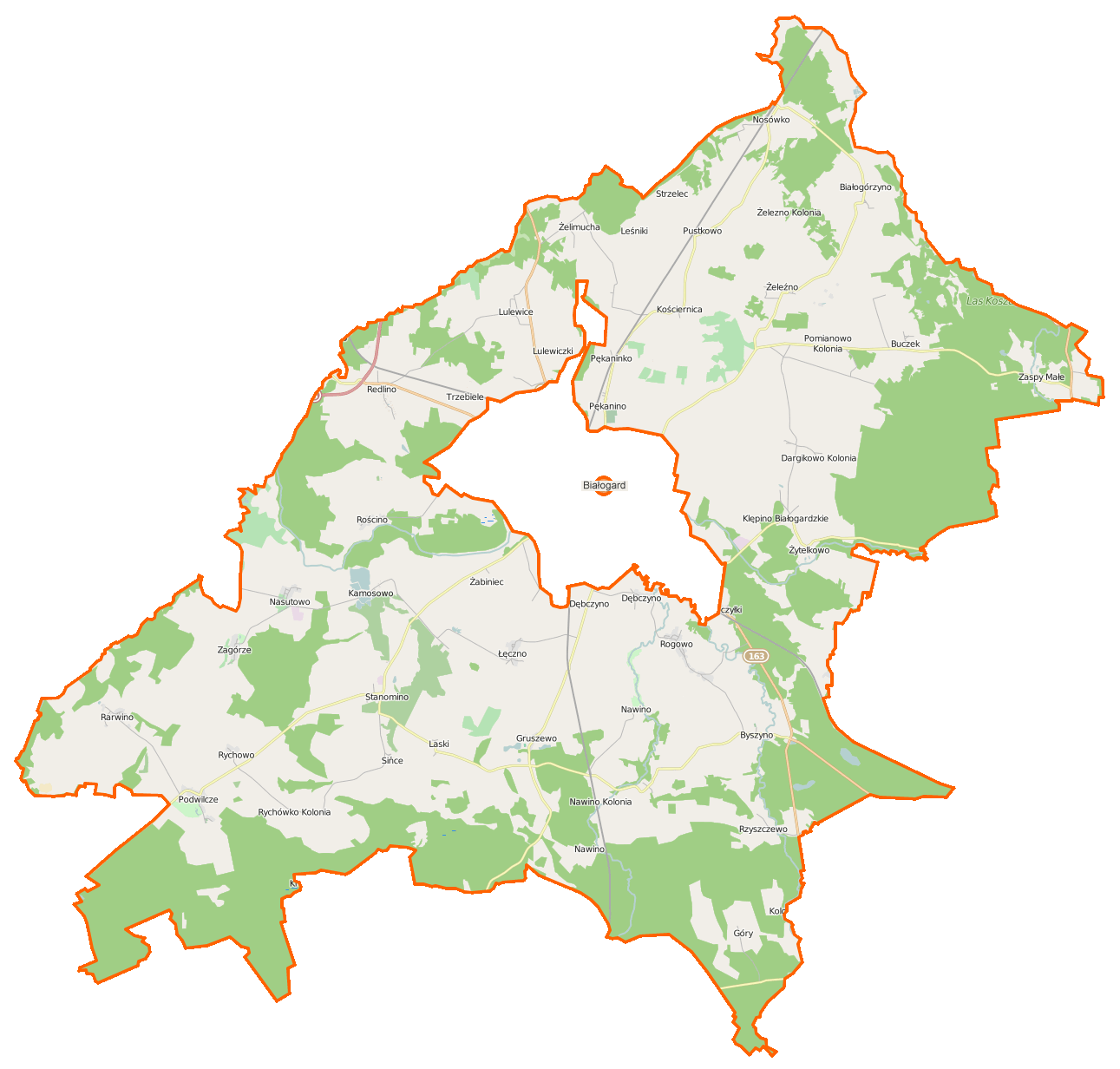
Carte de la gmina de Białogard.

## Personnalités liées à la ville
- Wilhelm von Zastrow (1779-1842), général né à Kościernica.